# Sergio Hipperdinger
Sergio Hipperdinger (General José de San Martín, 14 gennaio 1992) è un ex calciatore argentino, di ruolo attaccante.

## Carriera

### Club
Ha giocato nella massima serie argentina.